# Ibrahimiyya-Kanal

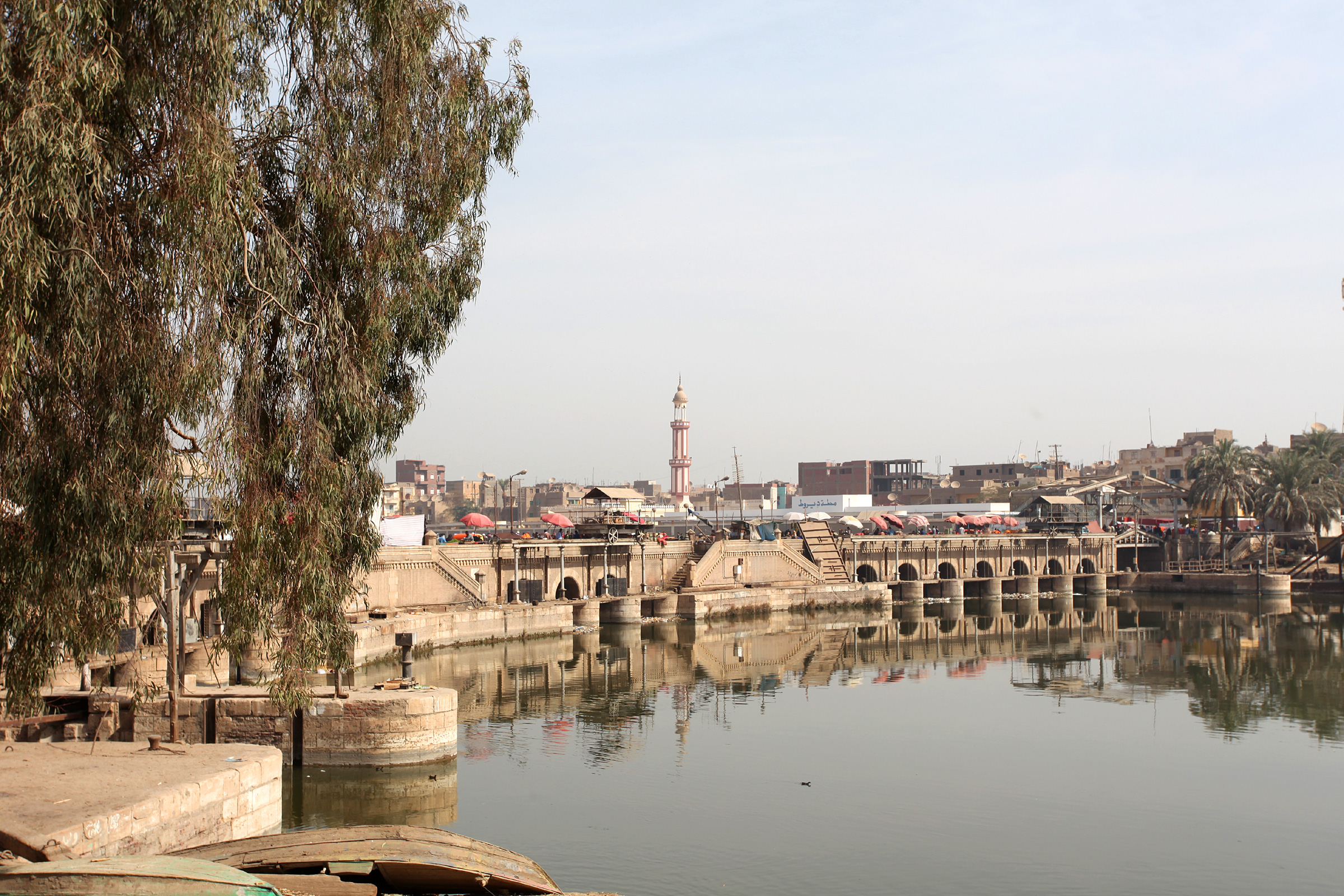
Stauwehr in Dairut, das den Ibrahimiyya-Kanal u. a. in den Bahr-Yusuf- und den Ibrahimiyya-Kanal aufteilt

Der Ibrahimiyya-Kanal (arabisch الترعة الإبراهيمية at-Turʿat al-Ibrāhīmiyya) ist ein Bewässerungskanal in Mittelägypten auf der linken Nilseite, der in Asyut beginnt. Der 1873 fertiggestellte, etwa 350 Kilometer lange Kanal zählt zu den längsten durch Menschenhand errichteten Kanälen. Er führt etwa doppelt so viel Wasser wie der Main und dient zur Bewässerung von ca. 6900 km² Land, was etwa einem Fünftel des fruchtbaren Landes in Ägypten entspricht. Davon leben etwa fünf Millionen Menschen.

## Geschichte des Kanals
Der Ibrahimiyya-Kanal stellt ein bedeutendes Infrastrukturprojekt in Ägypten dar, das der Bewässerung und Vergrößerung der Anbaufläche links des Nils diente. Mit ihm wurden die Bewässerungsmethoden weiträumig von der saisonalen Bewässerung in Überschwemmungsbassins auf ganzjährige Kanalbewässerung umgestellt. Der Kanal verläuft mehr oder weniger parallel zum Nil. Er ist aber nicht mehr als vier bis fünf Kilometer vom Fluss entfernt. Der 1867 begonnene und 1873, zur Zeit des Khediven (Vizekönigs) Ismāʿīl Pascha, fertiggestellte Kanal diente einst hauptsächlich der ganzjährigen Bewässerung der Zuckerrohrfelder. Am Bau des Kanals waren zeitweise bis 100.000 Arbeiter beschäftigt.
Die Durchflussmenge des Kanals schwankte jedoch vor dem Bau der Assuan-Staumauer im Jahresverlauf zwischen 30 und 80 Kubikmeter pro Sekunde im Sommer und 500 bis 900 Kubikmeter zur Zeit der Nilflut. Die bewässerte Fläche betrug etwa 2300 km². Mit der Fertigstellung des vom britischen Bauingenieur William Willcocks (1852–1932) konstruierten Asyut-Stauwehrs im Jahr 1902 konnte die Durchflussmenge des Kanals besser reguliert werden. 2012 bis 2018 bauten 7000 Arbeiter das 900 Meter lange neue Asyut-Stauwehr; es enthält auch zwei Schiffsschleusen und ein Wasserkraftwerk und wurde im August 2018 eingeweiht. Zur Finanzierung dieses Bauprojekts, das umgerechnet 470 Millionen Euro kostete, gab die KfW ein Darlehen von ca. 300 Millionen Euro.

## Verlauf des Kanals

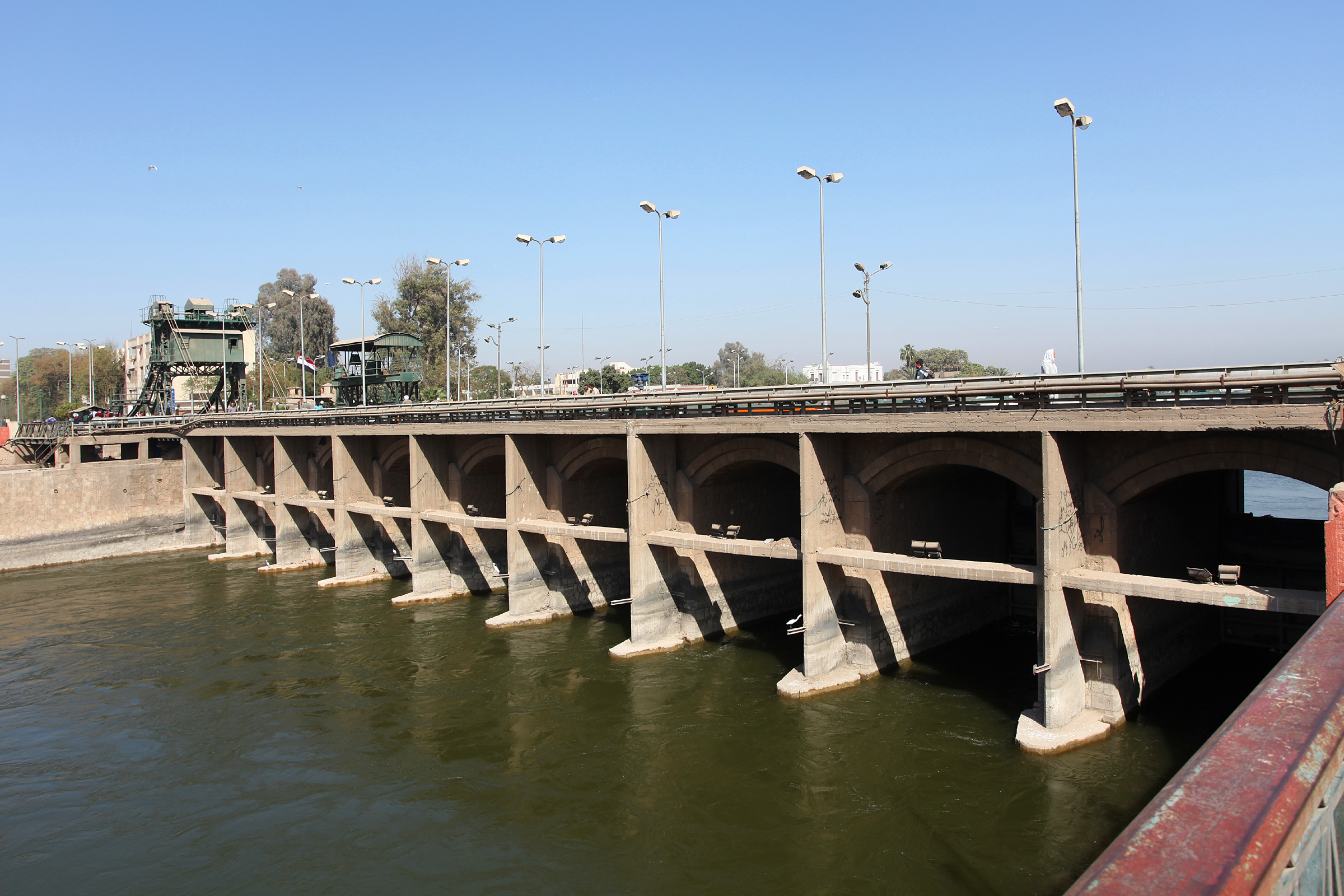
Kanalwehr für den Ibrahimiyya-Kanal in Asyut

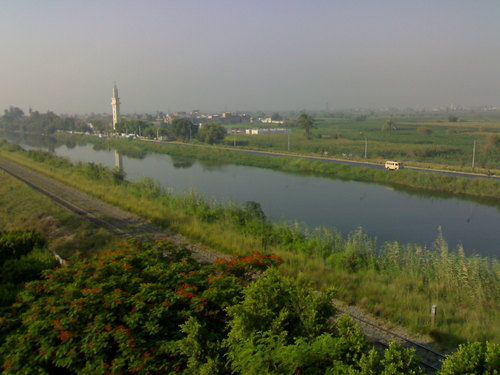
Ibrahimiyya-Kanal im Gouvernement al-Minya

Der Kanal beginnt mit dem Kanalwehr in Asyut und verläuft nach 60 Kilometern über Dairut, wo der Ibrahimiyya-Kanal u. a. in den westlicher gelegenen Josephskanal, dem Bahr Yusuf, und dem östlicher gelegenen Ibrahimiyya-Kanal aufgetrennt wird, weiter über Mallawi bei Kilometer 90, al-Minya bei Kilometer 120, Matai bei Kilometer 160, Maghagha bei Kilometer 190, al-Scharahna bei Kilometer 210 und Bani Suwaif, bis er bei el-ʿAyat bei Kilometer 350 wieder in den Nil mündet.
Zu beiden Seiten des Kanals verlaufen Landstraßen. Auf der rechten Kanalseite verläuft im mehr oder weniger großen Abstand die Bahnlinie von Kairo nach Assuan.

## Einrichtungen zur Wasserverteilung
Das Kanalwehr in Asyut (arabisch كوبري الترعة الإبراهيمية Kūbrī at-Turʿat al-Ibrāhīmīya ‚Brücke des Ibrāhīmīya-Kanals‘) ist etwa 100 Meter lang und verfügt über neun Öffnungen.
Das Stauwehr von Dairut (arabisch قناطر ديروط Qanāṭir Dairūṭ ‚Staudamm von Dairut‘) ist die bedeutendste und technisch aufwändigste Anlage am Kanal. Das Wasser wird über sechs Einzelwehre aufgeteilt. Die beiden wichtigsten Abflüsse sind der Bahr Yusuf und die Fortsetzung des Ibrahimiyya-Kanals.
Weitere Wehre befinden sich in Mallawi, das Hafiz-Wehr, in al-Minya, das Minya-Wehr, in Matai, das Matai-Wehr, in Maghagha, das Maghagha-Wehr, und in al-Scharahna, das Scharahna-Wehr.